# Église Notre-Dame-du-Scapulaire de Zbelovska Gora
L'église Notre-Dame-du-Scapulaire (slovène : cerkev Škapulirske Matere Božje), ou simplement église Notre-Dame, est un édifice religieux catholique situé à Zbelovska Gora (sl) (commune de Škocjan), en Slovénie.

## Histoire
L'édifice date de la fin du XVe siècle, son beffroi de 1627 et la voûte de la nef du XVIe siècle.